# Mord in Idar-Oberstein 2021
Beim Mord in Idar-Oberstein 2021 handelt es sich um einen tödlichen Angriff mit einer Schusswaffe auf den Angestellten einer Tankstelle im rheinland-pfälzischen Idar-Oberstein am 18. September 2021. Vorausgegangen war eine Auseinandersetzung zwischen dem Angestellten und einem Kunden um die zu diesem Zeitpunkt wegen der COVID-19-Pandemie geltende Maskenpflicht. Etwa zwei Stunden nach der Auseinandersetzung kehrte der Kunde in die Tankstelle zurück und tötete den Angestellten mit einem Kopfschuss.
Die Tat wird als rechtsextremes Attentat eingestuft  und als Hinweis auf die zunehmende Radikalisierung der sogenannten Querdenker-Szene angesehen. Der Täter wurde im September 2022 des Mordes schuldig gesprochen und zu einer lebenslangen Freiheitsstrafe verurteilt.

## Tat
Am Samstagabend, den 18. September 2021, arbeitete das 20-jährige Opfer an einer Aral-Tankstelle in Idar-Oberstein.
Um 19:42 Uhr betrat der spätere Täter als Kunde den Kassenraum, um zwei Sechserträger Bier zu kaufen. Der Mitarbeiter weigerte sich jedoch, ihm das Bier zu verkaufen, und wies zweimal auf die Maskenpflicht hin. Aufnahmen der Überwachungskamera zeigten später eine Maske in der hinteren Hosentasche des Täters. Statt diese aufzusetzen, stieß er vor Wut mit seinen Händen gegen die Bierpackungen und drohte beim Hinausgehen mit der linken Faust.
Gegen 21:30 Uhr kehrte der stark alkoholisierte Mann zur Tankstelle zurück. Zur Tatzeit könnte seine Blutalkoholkonzentration laut einem Gutachten bis zu 2 Promille betragen haben. Er trug nun eine Maske und hatte zwischenzeitlich sein zuvor weißes T-Shirt gegen ein schwarzes ausgetauscht. An der Kasse zog er die Maske herunter und löste damit erneut einen Streit aus. In dessen Verlauf zog er eine Schusswaffe, für die er keine waffenrechtliche Erlaubnis besaß, und schoss dem Kassierer gezielt von vorne in den Kopf. Dieser fiel zu Boden und war sofort tot. Der Täter floh zu Fuß.
Ein zunächst tatverdächtiger 59-Jähriger, der nach Hinweisen aus der Bevölkerung am Tatabend überprüft wurde, konnte als Täter ausgeschlossen werden.
Am 19. September 2021, einen Tag nach dem Mord, wurde der 49-jährige Täter morgens in Begleitung einer Frau vor der Polizeiinspektion Idar-Oberstein von der Polizei festgenommen. Die Staatsanwaltschaft Bad Kreuznach teilte am 25. Januar 2022 mit, dass sie wegen Mordes, unerlaubten Führens der Tatwaffe sowie wegen des unerlaubten Besitzes einer weiteren Schusswaffe Anklage gegen den Beschuldigten erhebe.

## Opfer und Täter
Das Opfer war der 20-jährige Student Alexander W., der an der Tankstelle als Kassierer jobbte, um Geld für seinen Führerschein zu verdienen. In den Tagen nach der Tat drückte die lokale Bevölkerung mit Blumen und Kränzen am Tatort ihre Betroffenheit aus.
Täter war der zur Tatzeit 49-jährige Softwareentwickler Mario N. aus dem Idar-Obersteiner Stadtteil Enzweiler. Er war polizeilich zuvor noch nicht aufgefallen und auch dem Verfassungsschutz nicht bekannt.
Mario N. bewegte sich seit Jahren in rechtsextremen, verschwörungstheoretischen Onlinekreisen. Er war im sozialen Netzwerk Telegram aktiv und fiel laut Recherchen von Der Spiegel und des Thinktanks CeMAS bereits 2020 durch nebulöse Gewaltfantasien auf. In den sozialen Medien gab er an, enttäuschter CDU-Wähler zu sein. Er sei vielfach mit Tweets von AfD-Accounts in Kontakt gekommen. Er „teilte rechtsoffene Kanäle, kommentierte bei Trump, glaubt, dass der Klimawandel eine Lüge ist“, so CeMAS. Einen seiner Meinung nach bevorstehenden Krieg begrüßte er. Wörtlich schrieb er etwa im September 2019 auf Twitter: „Ich freue mich auf den nächsten Krieg. Ja, das mag sich jetzt destruktiv anhören, aber wir kommen aus dieser Spirale einfach nicht raus.“ In seinem letzten Tweet auf dem Profil aus dem Oktober 2020 schrieb er: „Meine Muskeln sind gespannt, mein Geist geschärft. Gnade denen, welche diese Situation heraufbeschworen haben. Oder nein, Gnade wäre unrecht.“
N. war im Besitz nicht nur der mutmaßlichen Tatwaffe, sondern noch weiterer Waffen und Munition. Die Polizei verwies darauf, dass er alle Waffen nicht legal besessen habe und ihre Herkunft unklar sei. N. hat weder Waffenschein noch Waffenbesitzkarte und ist kein Sportschütze.

## Strafprozess
Der Strafprozess gegen den Angeklagten begann am 21. März 2022 vor dem Landgericht Bad Kreuznach. Bis Mitte Mai waren 13 Verhandlungstermine angesetzt. Der Prozess zog sich aus verschiedenen Gründen in die Länge. Die Verteidigung hatte unter anderem am 21. Verhandlungstag, an welchem Staatsanwaltschaft und Nebenklage ihre Abschlussplädoyers halten sollten, einen Befangenheitsantrag gegen den Gefängnispsychiater gestellt. Die Staatsanwaltschaft forderte eine lebenslange Haftstrafe bei Feststellung der besonderen Schwere der Schuld, die Verteidigung plädierte auf Totschlag mit erheblich eingeschränkter Schuldfähigkeit des Angeklagten.
Am 13. September 2022 wurde das Urteil gesprochen. Der Angeklagte wurde des Mordes und des unerlaubten Schusswaffenbesitzes schuldig gesprochen und zu einer lebenslangen Freiheitsstrafe verurteilt. Eine besondere Schwere der Schuld erkannte das Gericht nicht. Das Tatmotiv war nach Sicht des Gerichts die rechtsextreme Einstellung des 50-Jährigen und seine Feindschaft gegenüber dem Staat. Der Kassierer sei für ihn ein Repräsentant dieses Staats und ein Symbol der, seiner Meinung nach falschen, Corona-Politik gewesen. Er wollte so ein Exempel statuieren.
Da das Gericht die besondere Schwere der Schuld des Täters nicht feststellte, beantragte die Staatsanwaltschaft zwei Tage nach Urteilsverkündung Revision. Anfang 2023 zog die Staatsanwaltschaft diese jedoch zurück und auch die Verteidigung des Verurteilten bekundete, auf Rechtswegen nicht weiter gegen das Urteil vorzugehen. Somit wurde das Urteil rechtskräftig.

## Motiv und Einordnung
Die Staatsanwaltschaft Bad Kreuznach geht davon aus, dass die Ablehnung der Schutzmaßnahmen gegen die Corona-Pandemie durch den Täter mindestens mitursächlich für die Tatbegehung war und er das Opfer als mitverantwortlich ansah.
Nach seiner Festnahme begründete N. die Tat mit Frust über die Pandemie und die Regeln zum Schutz vor COVID-Infektionen. Er habe sich in die Ecke gedrängt gefühlt und „keinen anderen Ausweg gesehen“, als ein Zeichen zu setzen, sagte Oberstaatsanwalt Kai Fuhrmann. Für den Täter sei das Opfer „verantwortlich für die Gesamtsituation, da es die Regeln durchgesetzt habe“.
Ermittler berichteten, dass Mario N. in den Theorien der Coronaleugner „bewandert“ gewesen sei. Die Polizei wertete sichergestellte elektronische Geräte aus.

## Reaktionen
Das Bundesinnenministerium schätzte die Tat in Idar-Oberstein als einen Einzelfall ein, wenngleich auch als „extremen Einzelfall“. Sie zeige ein „dramatisches Ausmaß an Verrohung in der Gesellschaft“, jedoch ließen sich daraus keine „generalisierenden Rückschlüsse ziehen“. Erkenntnisse über weitere Beteiligte „im strafrechtlichen Sinne“ lägen nicht vor.
Anders schätzte die Lage der Präsident des thüringischen Verfassungsschutzes Stephan Kramer ein. Er sagte, der Mord sei nicht überraschend. Kramer sah im Deutschlandfunk eine zunehmende Radikalisierung der rechten Szene. Das Bundesamt für Verfassungsschutz habe in der Zeit zuvor die Sicherheitsbehörden vor der zunehmenden Gewaltenthemmung in dieser Szene gewarnt. Schließlich sei vor allem in den Sozialen Medien der Ton deutlich schärfer geworden. Gleichzeitig betonte Kramer, dass eine Differenzierung wichtig sei: Nicht alle Impfgegner und Querdenker dürften kriminalisiert werden. Man müsse sich jedoch bewusst sein, dass Vertreter des rechten Spektrums seit Jahren versuchten, mit Emotionen auf Stimmenfang zu gehen und die Gesellschaft zu spalten.
Eine Sprecherin der Bundesregierung warnte vor einer „Welle an Desinformation und Verschwörungsideologien“. Politiker fast aller Fraktionen zeigten sich betroffen von der Tat. Olaf Scholz, zu diesem Zeitpunkt Kanzlerkandidat, gab der Querdenkerbewegung eine Mitschuld an der Tat. Malu Dreyer (SPD), Ministerpräsidentin von Rheinland-Pfalz, äußerte, dass die Tat von Corona-Leugnern und Querdenkern teilweise gerechtfertigt und begrüßt werde. Annalena Baerbock (Bündnis 90/Die Grünen) und Paul Ziemiak (CDU) äußerten sich entsprechend.